# آواجیچو، توکیو

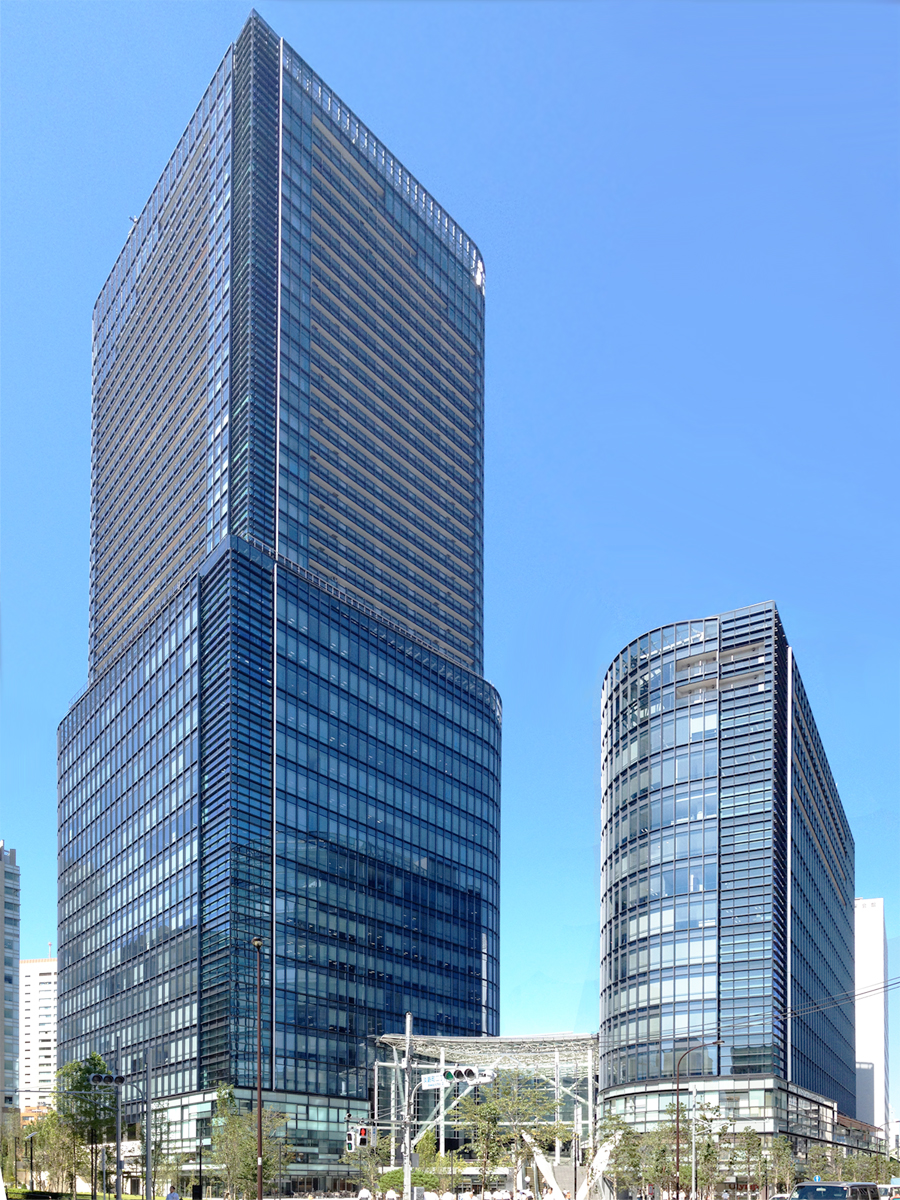

آواجیچو، توکیو (به ژاپنی: 淡路町 Awajichō) یا کاندا-آواجیچو، ناحیه ای از چیودا-کو، توکیو،  توکیو، ژاپن است که از ۱-چومه و ۲-چومه تشکیل شده است. از اول آوریل ۲۰۰۷، جمعیت منطقه ۵۴۳ نفر است.
آواجیچو در قسمت شمالی چیودا قرار دارد. از شمال به آکیهابارا، از شرق با سوداچو، از جنوب با  اوگاواماچی و از غرب با کاندا-سوروگادای همسایه است.